# Marché des Blancs-Manteaux
 (mai 2024).
Pour les articles homonymes, voir Blancs-Manteaux.

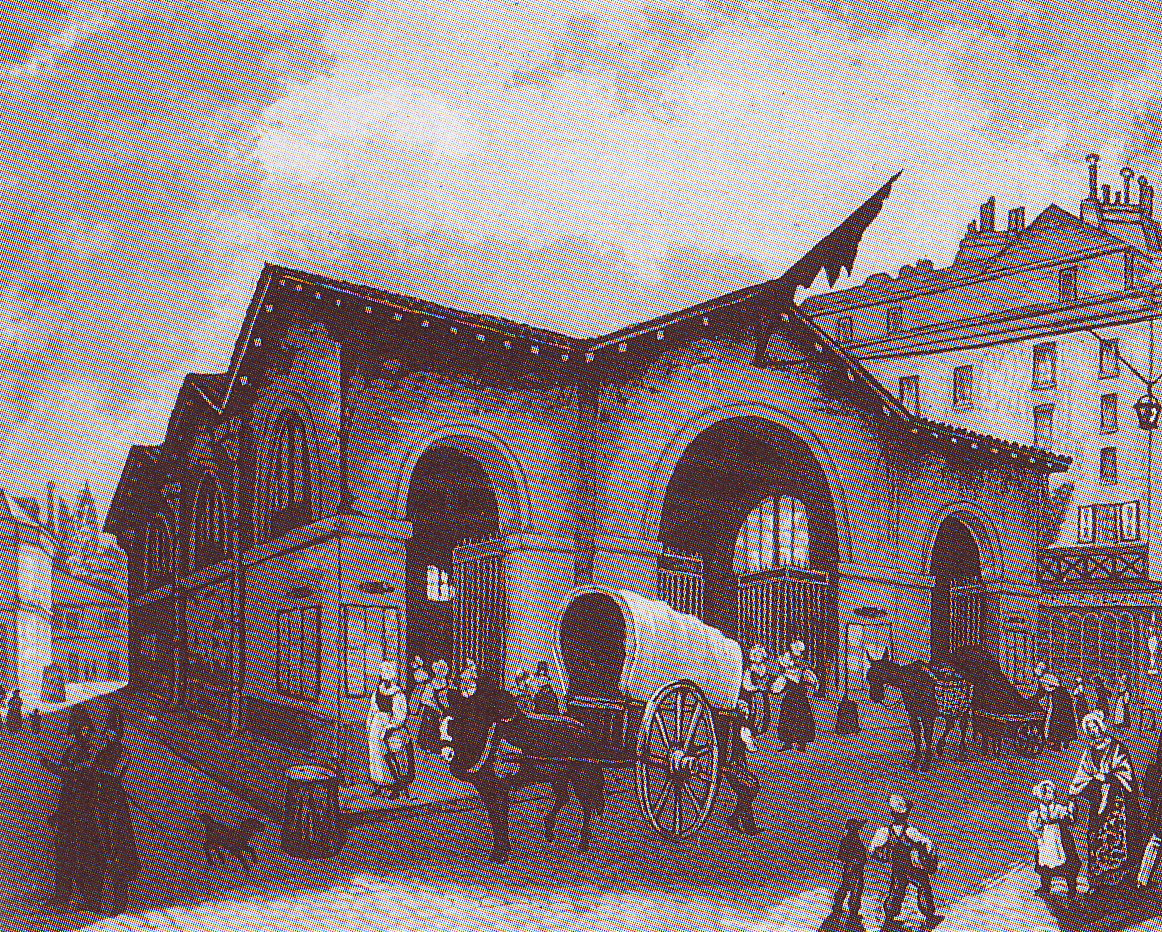
Le marché des Blancs-Manteaux vers 1820.

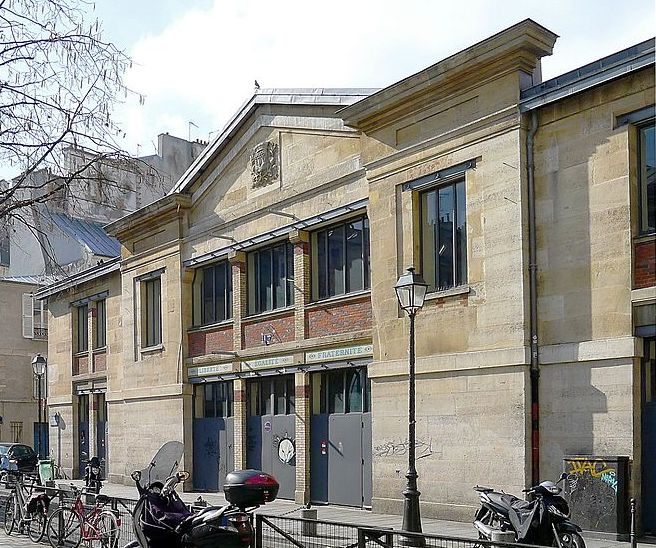
Façade arrière de l'ancien marché, rue des Hospitalières-Saint-Gervais.

Le marché des Blancs-Manteaux est un ancien marché couvert parisien, du 4e arrondissement, dans le Marais.

## Situation et accès
Il se trouve entre les rues Vieille-du-Temple et des Hospitalières-Saint-Gervais, longé de deux côtés par la rue du Marché-des-Blancs-Manteaux.
Depuis 1992, le lieu est devenu l'Espace d'animation des Blancs Manteaux, dépendant de la mairie du 4e arrondissement, qui propose des expositions, des ateliers de dessin, peinture et modelage, des cours et spectacles de théâtre et de danse ou des sports collectifs et arts martiaux.

## Origine du nom
L'origine du nom du marché vient de sa proximité de la rue des Blancs-Manteaux qui tire son nom du fait que l'ordre mendiant des serviteurs de la Sainte Vierge qui s'établirent à l'endroit où se trouve désormais une église, portaient un manteau de couleur blanche.

## Historique
Sur l'emplacement du bâtiment actuel s'élevait au XVIe siècle l'hôtel de François d'O, gouverneur de Paris, favori d'Henri III. En 1656, les religieuses hospitalières de Saint-Anastase, ou de Saint-Gervais, achètent l'hôtel d'O pour en faire un hospice pour les pauvres. En 1795, la communauté est supprimée.
En 1811, le gouvernement impérial décide de faire construire à Paris cinq marchés de quartier. Le 21 mars 1813, l'empereur Napoléon signe le décret impérial suivant :
« Le marché qui, aux termes de notre décret du 30 janvier 1811, devait être construit sur la place Saint Jean, sera transféré dans l'emplacement de l'ancien hospice Saint Gervais situé rue Vieille-du-Temple, en face de celle des Blancs-Manteaux. Cet emplacement qui appartient aux hospices sera acheté par notre bonne ville de Paris. »
La première pierre est posée le 15 août 1813, par Éloi Labarre et l'édifice est achevé par Pierre-Jules Delespine en 1819.
Pour faciliter la circulation autour du marché, de nouvelles rues sont créées, la rue des Hospitalières-Saint-Gervais, qui relie la rue des Rosiers à la rue des Francs-Bourgeois, et la rue du Marché-des-Blancs-Manteaux, rue en deux tronçons séparés, qui longent les deux façades latérales du marché.
Pour des raisons d'hygiène, la boucherie est installée dans une halle séparée, édifiée de l'autre côté de la rue des Hospitalières-Saint-Gervais ; elle est inaugurée le 5 juin 1823. La façade de cette halle de la boucherie est décorée de deux fontaines dont l'eau se déverse dans des bassins, par deux têtes de taureaux en bronze de style assyrien antique, dues au sculpteur Edme Gaulle.

## Sources
- Danielle Chadych, Le Marais. Évolution d'un paysage urbain, Parigramme, coll. « Promenades d'architecture et d'histoire », 2005, 637 p.  (ISBN 978-2840961888).
- Jacques Hillairet, Dictionnaire historique des rues de Paris, Paris, éditions de Minuit, 1985.
- Félix et Louis Lazare, Dictionnaire administratif et historique des rues de Paris et de ses monuments, Paris, Félix Lazare, 1844-1855.

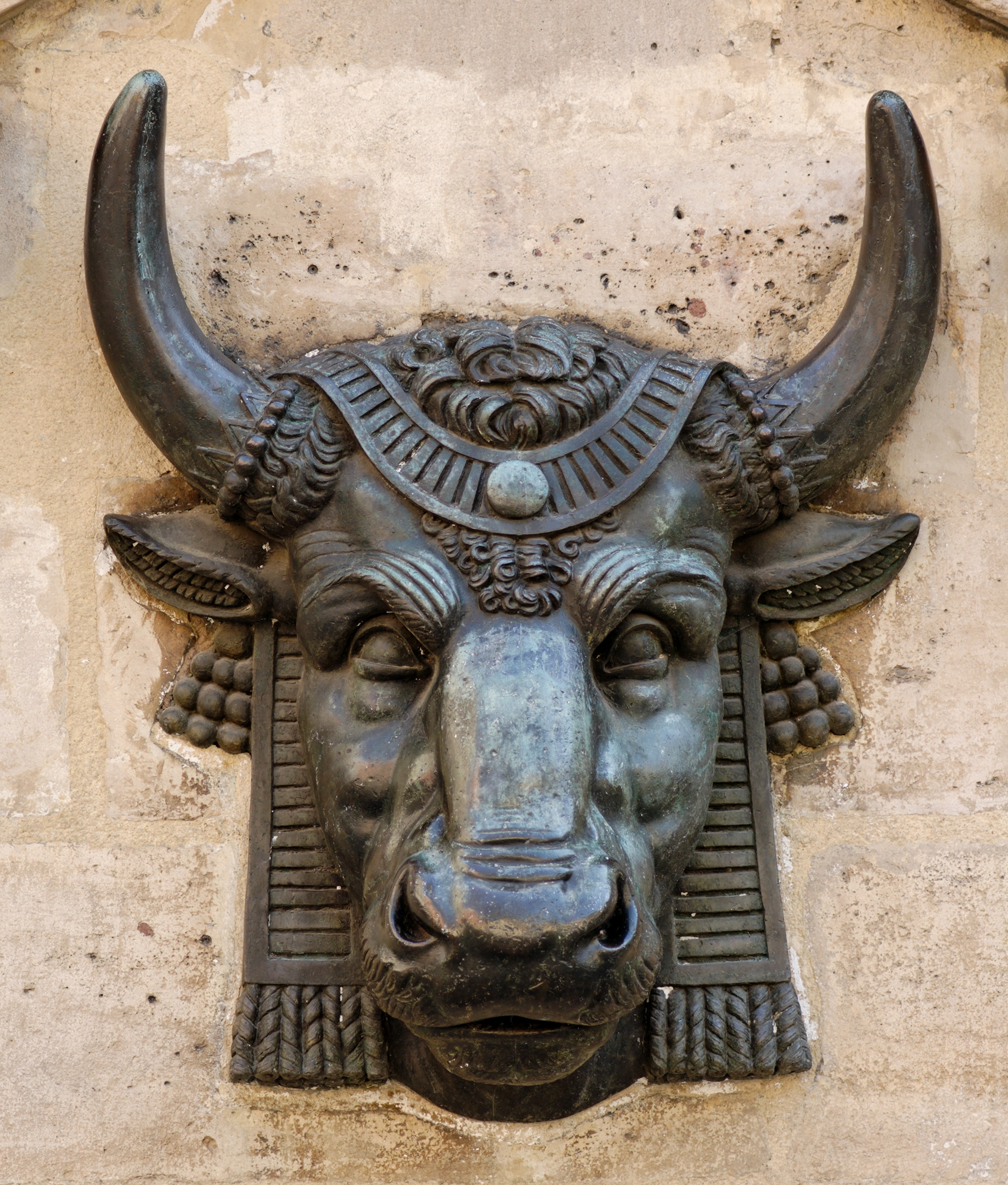
L'une des têtes de taureaux en bronze par Edme Gaulle.
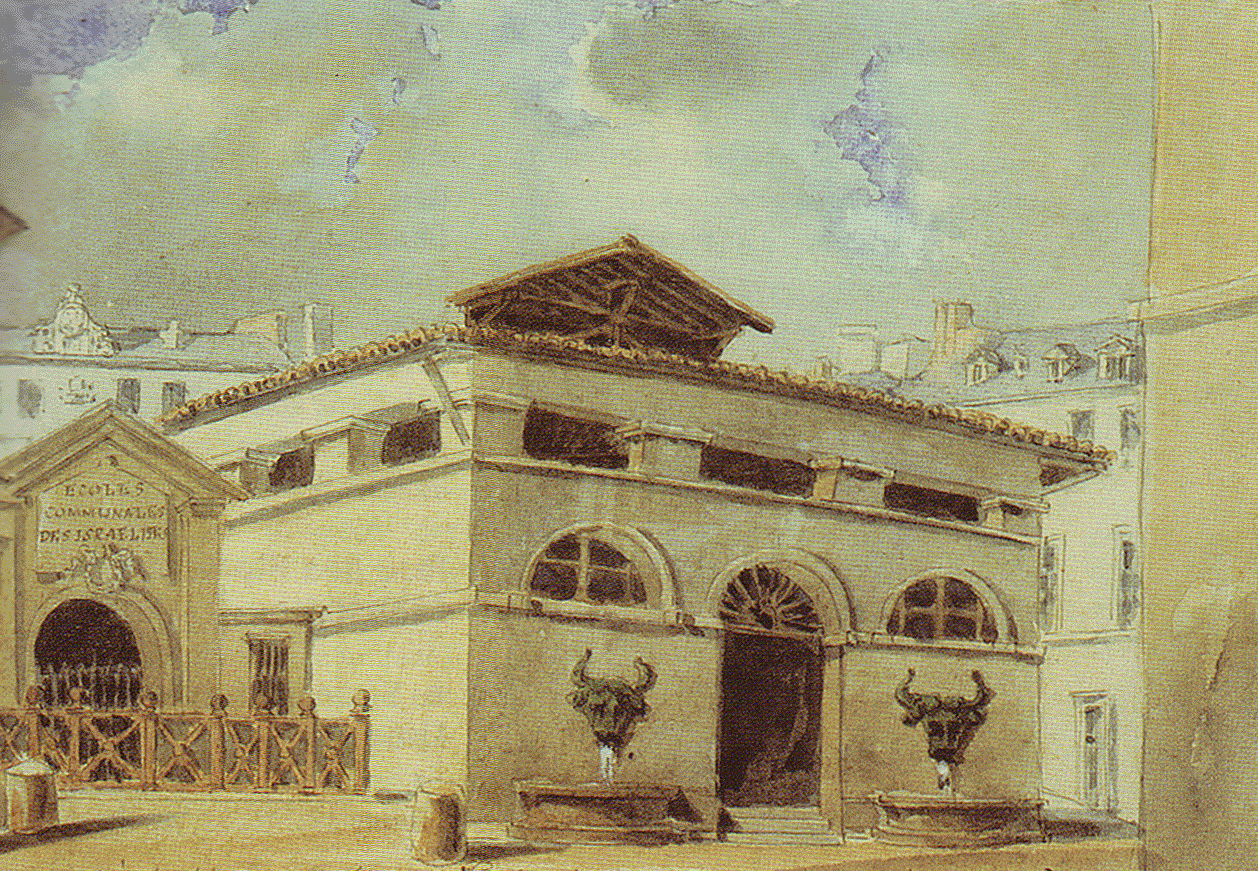
Le pavillon de boucherie en 1852.
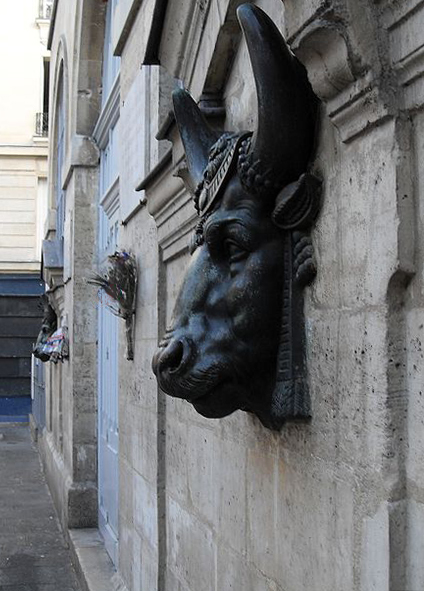
Têtes de taureaux en bronze.